# Герб Воронежа
Герб Воронежа — офіційний геральдичний символ селища Вороніж Сумської області. Затверджений на засіданні 26 сесії селищної ради 7 скликання від 25 липня 2017 року. Зображення запропоновано Володимиром Панченком (кандидат історичних наук, науковий співробітник Музею гетьманства, м. Київ.). Автор ескізу: Ганна Воронець, смт. Вороніж
Герб є промовистим.

## Опис
|  | Щит заокруглений, іспанського типу, хрестоподібний у золотому картуші з короною на верху. Поле щита блакитного кольору. У центрі чорний крук (ворон) зі складеними крилами, обернений у правий геральдичний бік, із срібними очима, дзьобом і ногами. Під ним два срібні вруби (колоди), верхній з яких довший за нижній. За щитом в лівій частині три пшеничних колоски, налиті зерном золотистого кольору. В правій частині три зелені дубових листки. Внизу під щитом гілка з ягодами червоної калини. Колоски, дубові листки та калина перевити синьо-жовтою стрічкою. |

## Невідповідність геральдичним нормам
Затверджений проєкт не відповідає нормам геральдичної колористики, оскільки в ньому емалева фігура (чорний ворон) поданий на емалевому (синьому) полі. Тому герб потребує коригування.

## Символіка
Пояснення до герба: щит з картушем і короною запропоновано Українським геральдичним товариством, відносно сучасних зображень гербів. Кам'яна корона над щитом червоного кольору ("позаштатне" поселення, яке не є районним центром).
Блакитний колір поля щита – колір сотенних округів Ніжинського полку XVIII ст., крім того, блакить – алегорія духовності. Вороніж був сотенним містечком Ніжинського полку з 1654 по 1762р., до того ж є батьківщиною П.О.Куліша – просвітителя і письменника ХІХ ст.
Ворон (крук) – символ, що відтворює назву поселення. Історичний герб нагадує про місцеву традицію самоврядування в період козаччини.
Колосся пшениці – символ основного заняття мешканців - землеробства, а дубове листя символізує знаходження поселення серед мішаних лісів та є основне багатство краю.
Синьо-жовта стрічка та калина підтверджує зв'язок з державним прапором та основними символами України.

## Історія герба
У минулому (1654-1782) Вороніж був сотенним містечком Ніжинського полку.
Реконструкція історичного герба Воронежа (1750): "у щиті повернутий вліво ворон, під ним два геральдичні бруски".
За даними А. Гречила ворон на двох брусках зображувався на печатках Воронежа в 1717-1762 роках.
На засіданні 26 сесії 07 скликання від 25 липня 2017 року був затверджений сучасний герб та прапор смт Вороніж Шосткинського району Сумської області.